# 程啓南
程啓南（1562年—1650年），字開之，號鳳庵，山西汾州府武鄉縣人，明朝政治人物。同进士出身。

## 生平
萬曆二十八年（1600年）庚子科山西鄉試第九名舉人，二十九年联登辛丑科进士，吏部觀政，三十年授襄阳府推官，三十八年升兵部武选司主事，四十一年管理清黄，晉郎中，四十三年升迁山东济南道副使，四十七年（1619年）升本省布政司参政。天启元年（1621年）加升山東按察使，照旧管事，二年升山東右布政使，三年晋南京太常寺少卿，因事致仕罢归。崇禎二年（1629年），起通政司通政使，三年升工部左侍郎。以明德陵竣工，加工部尚书。四年（1631年）告老还乡。顺治七年（1650年）十月卒，年八十九。

## 家族
曾祖程節。祖父程㒜（程继孔），贈户部右侍郎。父程嗣功，户部右侍郎。
子六人，长子程嘉绩，刑部员外郎；程伟绩，監生；程蘭績，增生；程皋绩，康熙十八年进士。迺绩，庠生。